# Hadena variegata
Hadena variegata là một loài bướm đêm trong họ Noctuidae.